# کازلو رودا
کازلو رودا (به لاتین: Kazlų Rūda) در لیتوانی با جمعیت ۷٬۳۳۰ نفر است که در Kazlų Rūda municipality واقع شده‌است.